# Amarrendia
Amarrendia är ett släkte av svampar. Amarrendia ingår i familjen Amanitaceae, ordningen Agaricales, klassen Agaricomycetes, divisionen basidiesvampar och riket svampar.
|            | Limacella |
|            | |
|            | Amanita |
|            | |
| Amarrendia | \| \| Amarrendia oleosa \| \| \| \| \| \| Amarrendia grandispora \| \| \| \| \| \| Amarrendia lignicolor \| \| \| \| \| \| Amarrendia nemoribus \| \| \| \| \| \| Amarrendia peridiocrystalia \| \| \| \| |
|            | \| \| Amarrendia oleosa \| \| \| \| \| \| Amarrendia grandispora \| \| \| \| \| \| Amarrendia lignicolor \| \| \| \| \| \| Amarrendia nemoribus \| \| \| \| \| \| Amarrendia peridiocrystalia \| \| \| \| |
|            | Catatrama |
|            | |
|            | Torrendia |
|            | |
|            | Amarrendia oleosa |
|            | |
|            | Amarrendia grandispora |
|            | |
|            | Amarrendia lignicolor |
|            | |
|            | Amarrendia nemoribus |
|            | |
|            | Amarrendia peridiocrystalia |
|            | |

|  | Amarrendia oleosa           |
|  |                             |
|  | Amarrendia grandispora      |
|  |                             |
|  | Amarrendia lignicolor       |
|  |                             |
|  | Amarrendia nemoribus        |
|  |                             |
|  | Amarrendia peridiocrystalia |
|  |                             |